# M58
M58（也稱為NGC 4579）是一個位於室女座的棒旋星系，距離地球大約有6800萬光年遠，由查爾斯·梅西耶於1779年所發現。M58是室女座星系團中最明亮的星系之一，在M58已經發現有兩顆超新星存在（SN 1988A與SN 1989M）。

## 外部連結
- SEDS Messier: M58
- WIKISKY.ORG: SDSS image, M58 （页面存档备份，存于）
- Spitzer Space Telescope page on Messier 58